# Palaquium gutta
La gutaperxa (Palaquium gutta) és un arbre dins la família sapotàcia. Arriba a fer 40 m d'alt. L'escorça és marró rogenca. Els fruits són el·lipsoides i tomentosos de fins a 2,5 cm de llargada. L'epítet específic gutta prové de l'idioma malai que significa làtex. Aquest arbre produeix la gutaperxa. Viu en boscos calcaris a Sumatra, Malàisia peninsular Singapur i Borneo.